# Erich Garske (Widerstandskämpfer)

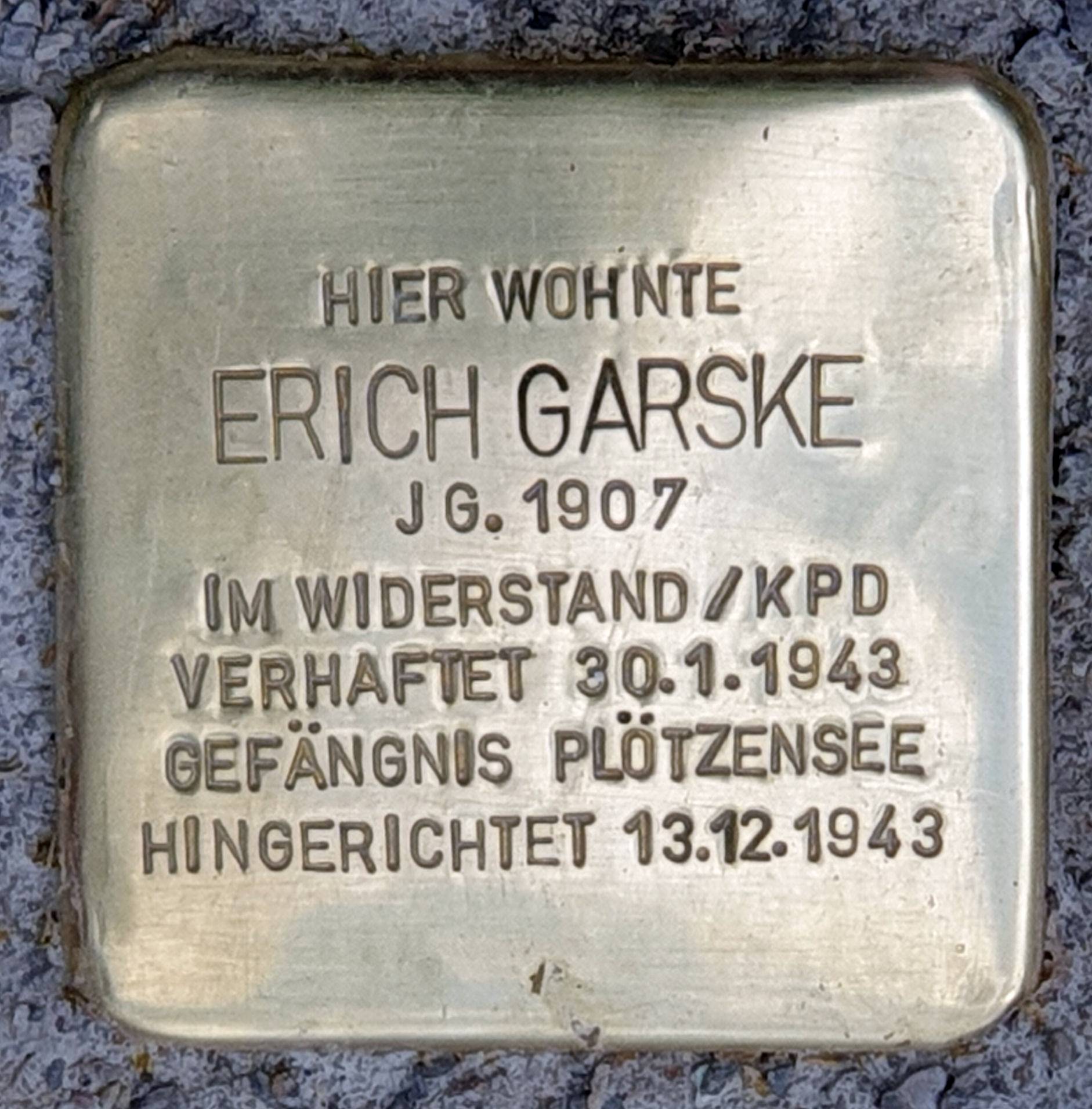
Stolperstein am Haus, Köpenicker Straße 48, in Berlin-Mitte

Erich Garske (* 21. November 1907; † 13. Dezember 1943 in Berlin-Plötzensee) war ein deutscher Kommunist und Widerstandskämpfer gegen den Nationalsozialismus.

## Leben

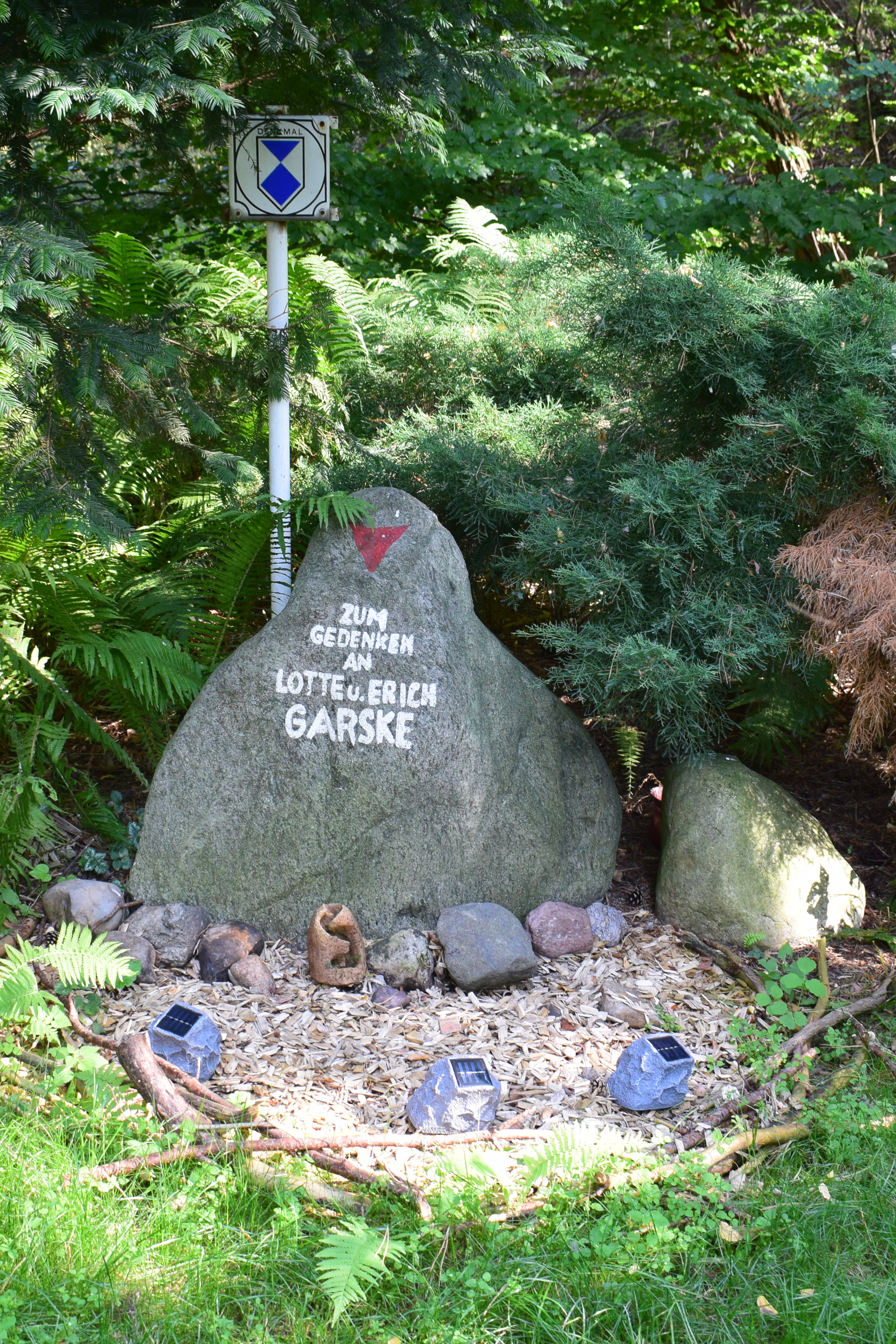
Gedenkstein am Springsee

Der technische Bauzeichner Erich Garske trat vor 1933 der KPD bei und fertigte nach Machtergreifung der Nationalsozialisten Zeichnungen für die illegale Zeitschrift Der Friedenskämpfer an.
Weiterhin stellte er gemeinsam  mit seiner Frau Charlotte Garske seine Wohnung in Berlin-Mitte Mitgliedern der KPD zur Verfügung.
Dort wurden er, seine Frau und der Herausgeber der Zeitschrift, Wilhelm Knöchel, am 30. Januar 1943 von der Gestapo verhaftet. Erich Garske wurde am 9. November 1943 vom Volksgerichtshof in Berlin zum Tode verurteilt und am 13. Dezember 1943 – drei Tage vor seiner Frau – in Berlin-Plötzensee hingerichtet.

## Gedenkstein
Im Ortsteil Limsdorf der brandenburgischen Stadt Storkow erinnert ein Feldstein an das Ehepaar Garske. Der Stein ist in der Liste der Storkower Denkmale eingetragen. Der Stein wurde bereits 1944 von Freunden des Ehepaares am Springsee, an dem die Garskes öfter zelteten, aufgestellt. Ein derart frühes, noch während der NS-Diktatur aufgestelltes Widerstandsdenkmal ist für Brandenburg einzigartig. Der einfache, rund einen halben Meter hohe Findling trägt die Inschrift: Zum Gedenken an Lotte und Erich Garske.
Der Stein befindet sich rund einhundert Meter über dem Ostufer des Springsees am Nordrand des „Naturcampingplatzes am Springsee“ und noch auf dessen Gelände am Ende einer kleinen Wiese/Lichtung, die sich entlang der „Kleinen Quelle“ erstreckt. Das kleine Rinnsal ist eines der beiden Fließe, die als „Große und Kleine Springseequelle“ als Naturdenkmal ausgewiesen sind. Die Lage des Steins kennzeichnet eine hohe Stange mit der weiß-blauen Denkmalplakette obenauf.
Im Rahmen einer Veranstaltung im Naturpark Dahme-Heideseen zum Tag des offenen Denkmals am 8. September 2013 wurde der Gedenkstein freigestellt und restauriert.

## Gedenken
Am 9. Mai 2025 wurde vor seinem ehemaligen Wohnort, Berlin-Mitte, Köpenicker Straße 48, ein Stolperstein verlegt.